# Idel-Ural

Idel-Ural im Föderationskreis Wolga

Idel-Ural (tatarisch für Wolga-Ural) ist eine historische Region in Osteuropa, im heutigen Russland, die das Territorium von Tatarstan und Baschkortostan umfasst. In der tatarischsprachigen Literatur wird der Begriff für das Gebiet der sechs Republiken Tschuwaschien, Mari El, Tatarstan, Baschkortostan, Mordwinien sowie Udmurtien gebraucht.
Idel-Ural liegt im Zentrum des Föderationskreises Wolga. Die Bewohner sind hauptsächlich muslimisch und russisch-orthodox.